# والنتین بوریکو
والنتین بوریکو (روسی: Валентин Васильевич Борейко؛ ۷ اکتبر ۱۹۳۳ – ۲۷ دسامبر ۲۰۱۲) قایقران روئینگ اهل شوروی بود.
وی در مسابقات کشوری و بین‌المللی در مجموع برندهٔ ۱ مدال طلا، ۲ مدال نقره شده‌است.